# Sebastián Cristóforo
Sebastián Carlos Cristóforo Pepe (Montevideo, 23 augustus 1993) is een Uruguayaans voetballer die doorgaans als centrale middenvelder speelt. Hij heeft naast de Uruguayaanse nationaliteit ook nog de Italiaanse.

## Clubcarrière
Cristóforo komt uit de jeugdacademie van Peñarol. In 2011 werd hij bij het eerste elftal gehaald. Hij debuteerde voor Peñarol op 29 mei 2011 tegen Central Español. In 2013 werd hij landskampioen. In totaal speelde hij 45 wedstrijden in de Uruguayaanse Primera División.
Op 11 augustus 2013 zette hij zijn handtekening onder een vijfjarig contract bij het Spaanse Sevilla FC, dat een bedrag van 2,25 miljoen euro op tafel legde voor de centrale middenvelder. Hij debuteerde op 14 september 2013 in de Primera División, in Camp Nou tegen FC Barcelona.  Hij zou het eerste seizoen 2013-2014 twaalf officiële wedstrijden spelen.  Zijn seizoen werd abrupt afgesloten door een knieblessure tijdeens de wedstrijd tegen Real Valladolid op 16 maart 2014  Tijdens de eerste drie seizoenen van zijn contract zou hij met zijn ploeg driemaal de UEFA Europa League winnen.
Het vierde seizoen werd de speler op 27 augustus 2016 uitgeleend aan het Italiaanse ACF Fiorentina, een ploeg uit de Serie A. De speler heeft trouwens ook de Italiaanse nationaliteit.  Het contract was geldig voor één jaar en voorzag in een mogelijke aankoopoptie.  Die werd gelicht voor het seizoen 2017-2018.  Na één seizoen zou hij naar zijn vaderland terugkeren en werd voor het seizoen 2018-2019 uitgeleend aan Getafe CF, een ploeg uit de Primera División.  De heenronde van het seizoen 2019-2020 zou hij nog eenmaal optreden met Fiorentina, maar zou op 11 januari 2020 uitgeleend worden aan SD Eibar, een ploeg uit de Primera División.  Hij kon met zijn achttien optredens mee ervoor zorgen dat de ploeg zijn behoud veilig stelde.
Tijdens het begin van het seizoen 2020-2021 was hij werkloos, maar zou vanaf 5 oktober 2020 aansluiten bij Girona FC, een ploeg uit de Segunda División A. Hij kon er een basisplaats afdwingen en speelde de eindronde, maar de promotie ging verloren.  Op het einde van het seizoen werd zijn contract echter niet verlengd.
Op het begin van het seizoen 2021-2022 werd zijn naam gelinkt aan FC Cartagena, maar een contractondertekening bleef uit.  Het was pas na een half seizoen en de mislukte terugkeer van José Ángel Jurado de la Torre, dat Cristóforo op 15 januari 2022 een contract tot het einde van het seizoen tekende bij de havenploeg. Zo kwam hij weer terecht bij een ploeg uit de Segunda División A.  Bij deze ploeg vond hij terug Pablo De Blasis, die een gewezen ploegmaat bij Eibar was. Zijn integratie verliep ondanks de zes maanden afwezigheid probleemloos, aangezien hij met zijn eigen fysieke trainer in Málaga trainde.  Zijn eerste optreden kende hij op maandag 24 januari 2022.  Hij verving in de tachtigste minuut Sergio Tejera tijdens de 1-2 gewonnen uitwedstrijd tegen Real Sociedad B.  Buiten vooral invalbeurten kwam het niet en de wedstrijden dat hij startte, kon hij ook niet helemaal overtuigen.  Daarom werd zijn contract op het einde van het seizoen niet verlengd.
Op 16 juli 2022 keerde hij terug naar zijn jeugploeg, Peñarol.  Hij tekende er een contract dat hem tot 31 december 2013 verbond.

## Interlandcarrière
Cristóforo nam met Uruguay -20 deel aan het WK -20 2013 in Turkije. Uruguay -20 haalde de finale, waarin het na penalty's verloor van Frankrijk.

## Erelijst
| UEFA Europa League | 3x | 2013/14,2014/15, 2015/16 |